# Dexter Boney
Dexter Lyndell Boney (nacido el 27 de abril de 1970 en Wilmington, Delaware) es un exjugador de baloncesto estadounidense que disputó una temporada en la NBA, desarrollando el resto de su carrera en ligas menores de su país, en Europa, en Filipinas y en Venezuela. Con 1,93 metros de estatura, lo hacía en la posición de base.

## Trayectoria deportiva

### Universidad
Tras pasar dos años en el pequeño Hagerstown Community College, jugó durante dos temporadas con los Rebels de la Universidad de Nevada, Las Vegas, en las que promedió 15,1 puntos, 1,9 asistencias y 4,8 rebotes por partido. En 1993 fue incluido en el mejor quinteto de la Big West Conference.

### Profesional
Tras no ser elegido en el Draft de la NBA de 1993, comenzó jugando como profesional en la CBA, competición en la que fue elegido MVP en 1997, vistiendo la camiseta de los Florida Beach Dogs, y también mejor jugador del All-Star Game, tras liderar al equipo de la Conferencia Americana con 25 puntos. Dada su buena temporada, fue reclamado por los Phoenix Suns de la NBA, quienes lo ficharon por 10 días, ampliando su contrato diez días más. Jugó 8 partidos en los que promedió 2,4 puntos.
En 1998 fichó por el Dinamo Basket Sassari de la liga italiana, pero solo disputó un partido en el que anotó un único punto. Jugó posteriormente en Israel, Venezuela, Francia y Filipinas, antes de retirarse en 2002.

## Estadísticas de su carrera en la NBA

### Temporada regular
| Temporada | Edad | Equipo       | Liga | Pos. | P | TIT | MIN | TC  | TCA | %TC  | 3P  | 3PA | %3P  | 2P  | 2PA | %2P  | TL  | TLA | %TL  | R.OF. | R.DEF. | REB | ASIS | ROB | TAP | PER | FP  | PTS |
| 1996-97   | 26   | Phoenix Suns | NBA  | SG   | 8 | 0   | 6.0 | 0.8 | 2.4 | .316 | 0.1 | 0.8 | .167 | 0.6 | 1.6 | .385 | 0.8 | 1.0 | .750 | 0.4   | 0.4    | 0.8 | 0.0  | 0.3 | 0.1 | 0.1 | 0.4 | 2.4 |
| Total     |      |              | NBA  |      | 8 | 0   | 6.0 | 0.8 | 2.4 | .316 | 0.1 | 0.8 | .167 | 0.6 | 1.6 | .385 | 0.8 | 1.0 | .750 | 0.4   | 0.4    | 0.8 | 0.0  | 0.3 | 0.1 | 0.1 | 0.4 | 2.4 |